# Lepidus mladší
Marcus Aemilius Lepidus mladší nebo také jen Lepidus mladší (latinsky: Marcus Aemilius Lepidus Minor ; † 30 př. n. l.) byl pokračovatel rodiny Lepidů ze starého římského rodu Aemiliů. Byl to jediný syn spoluvládce druhého triumvirátu a římského konzula Marca Aemilia Lepida. Lepidova matka byla Junia Secunda, sestra Marca Junia Bruta, který se podílel na vraždě Caesara. 
Lepidova manželka byla pravděpodobně následovnice politika Pompeia a římského diktátora Lucia Cornelia Sully. Jeho syn Manius Aemilius Lepidus se stal v roce 11 římským konzulem. Kromě Mania Lepida měl ještě dceru, která se jmenovala Aemilia Lepida. Tu v roce 20 obvinili ze spáchání několika vražd otravou a z cizoložství. U soudu byla shledána vinnou a následně byla vyhoštěna z Říma.